# Monumento funerario di Shakespeare

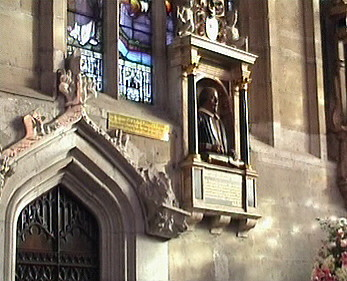
Posizione del monumento funerario di Shakespeare

Il monumento funerario di Shakespeare è un monumento commemorativo a William Shakespeare collocato nella Chiesa della Santissima Trinità, a Stratford-upon-Avon, la stessa chiesa in cui il drammaturgo fu battezzato.
Il monumento, di Gerard Johnson, è situato sulla parete nord del presbiterio. È dotato di un busto del poeta, in possesso di un penna d'oca in una mano e un foglio di carta in un altro. Le sue braccia sono appoggiate su un cuscino, un motivo comune nei monumenti funerari del tempo. Questi elementi erano infatti comunemente usati per rappresentare teologi, accademici e tutte le simili professioni. Sopra di lui vi è lo stemma della famiglia di Shakespeare, su entrambi i lati del quale si trovano due figure allegoriche: una, rappresentante il Lavoro, che regge una spada, l'altra, rappresentante il Riposo, che tiene una torcia e un teschio.
Non si sa esattamente quando il monumento fu eretto, ma deve essere stato prima del 1623; in quell'anno, il First Folio delle opere di Shakespeare fu pubblicato con la prefazione consistente in un poema di Leonard Digges che menziona "thy Stratford moniment (sic) [il tuo monumento di Stratford]". Il monumento fu restaurato nel 1748-1749 ed è stato ridipinto molte volte.

## Iscrizioni

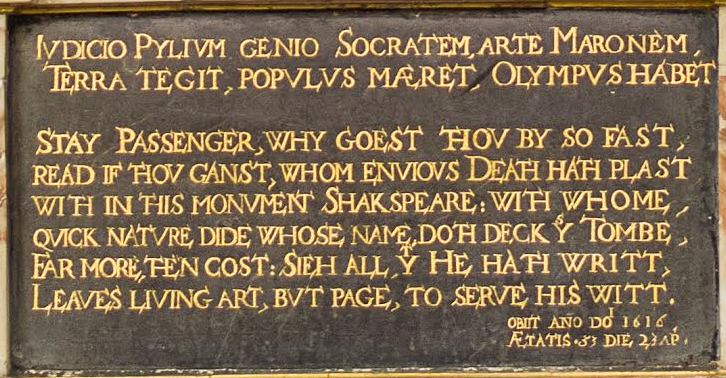
La placca con incisi l'epitaffio e il poema.

Al di sotto del busto è inciso un epitaffio in latino e un poema in inglese. L'epitaffio dice:
TERRA TEGIT, POPULUS MAERET, OLYMPUS HABET»
La traduzione del primo verso è "Come Pilo nel giudizio, come Socrate nel genio, come Marone nell'arte," il quale paragona Shakespeare al saggio re di Pilo Nestore, al filosofo greco Socrate, e al poeta romano Virgilio, il cui cognome era Marone. La seconda riga dice "La terra lo seppellisce, il popolo lo piange, l'Olimpo lo possiede" riferito al monte greco in cui abitavano gli dei.
Il poema recita così:
READ IF THOV CANST, WHOM ENVIOVS DEATH HATH PLAST

WITH IN THIS MONVMENT SHAKSPEARE: WITH WHOME,

QVICK NATVRE DIDE: WHOSE NAME, DOTH DECK YS TOMBE,

FAR MORE, THEN COST: SIEH ALL, YT HE HATH WRITT,

LEAVES LIVING ART, BVT PAGE, TO SERVE HIS WITT.»
Ovvero:
Leggi, se puoi, che la morte invidiosa ha messo

All'interno di questo monumento, Shakespeare, con cui

La natura viva è morta, il cui nome adorna questa tomba

Molto più del suo costo, poiché tutto ciò che ha scritto

Lascia l'arte viva, e non pagine, per servire il suo spirito.»
Stanley Wells è uno dei pochi biografi a commentare la poesia, dicendo che "richiama in maniera abbastanza criptica il passante per rendere omaggio alla sua grandezza come scrittore", e ammettendo "l'unico senso che può avere l'ultima parte è che le sue composizioni releghino l'arte dello scultore al rango di una semplice pagina - forse con un gioco di parole forzato sulle "pagine" dello scrittore - come servizio offerto al suo genio, o forse che tutta l'arte successiva a Shakespeare è una pagina che gli è necessaria. Wells sottolinea anche che "il suo nome non adorna la tomba, e che in ogni caso non è una tomba", notando che potrebbe essere stata originariamente progettata per essere parte di una tomba a sé stante.
Nel piccolo spazio sotto il poema, poche parole abbreviate in latino ci dicono che egli morì il 23 aprile dell'anno del Signore 1616, nel suo cinquantatreesimo anno d'età.
ÆTATIS٠53 DIE 23 APR.»

## Storia

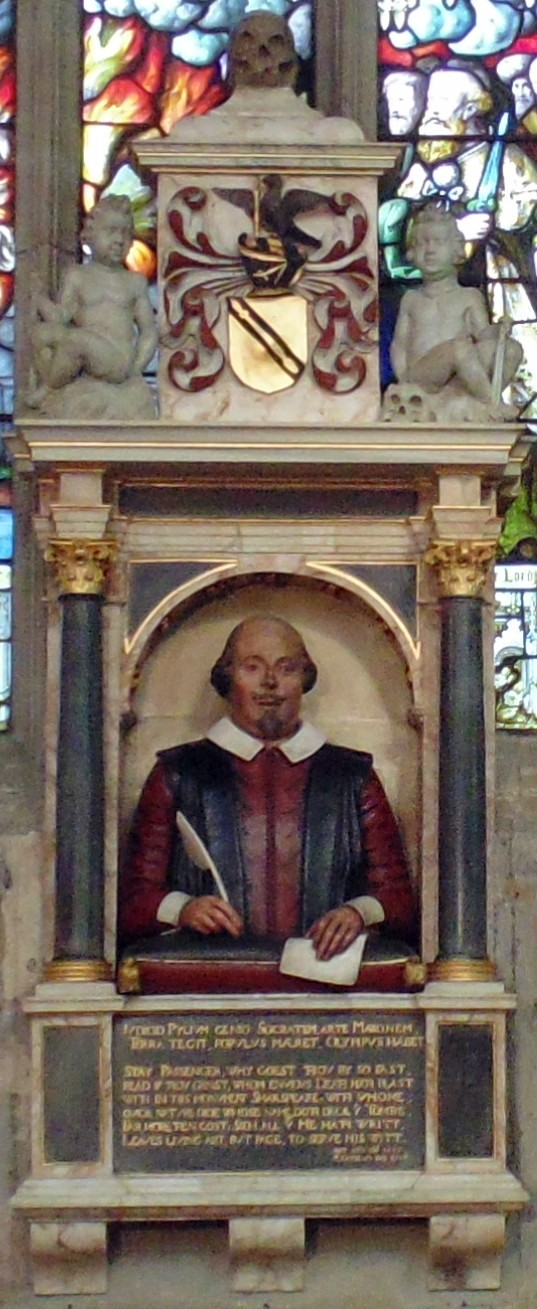
Primo piano del monumento.

Il monumento è stato riprodotto e discusso da William Dugdale nelle Antiquities of Warwickshire, pubblicate nel 1656, in cui è stata copiata l'illustrazione incisa probabilmente da Wenceslaus Hollar, ricavata da un disegno fatto dall'autore del testo. Nella rappresentazione di Dugdale, il poeta non è raffigurato con la penna e il foglio di carta, e il cuscino sembra essere ribaltato contro il suo corpo. Il critico d'arte Marion Spielmann ha satireggiato l'illustrazione, dicendo "che, per nessuna ragione, tranne forse i dolori addominali, è abbracciato contro ciò che i maestri di ballo eufemisticamente chiamano l'inferiore del petto". Quello che sembra un cuscino potrebbe essere un sacco di grano, per far riferimento alla sua vita, in quanto dalle poche fonti scritte autografe sappiamo che era un commerciante di grano. Successivamente altri incisori hanno realizzato altre stampe. Nel 1725, l'edizione delle opere di Shakespeare fatta da Alexander Pope incluse la prima incisione abbastanza precisa del monumento, realizzata da George Vertue nel 1723. Esiste anche un disegno in situ del monumento fatto da Vertue.
Il monumento fu restaurato nel 1748-1749. Parson Joseph Greene, maestro nella scuola di grammatica di Stratford, organizzò la prima rappresentazione teatrale nota di un dramma di Shakespeare a Stratford per finanziare il restauro del monumento. La compagnia di John Ward accettò di rappresentare il dramma. I documenti dell'epoca non dicono quale fu il dramma, ma Bertram Windle, nel 1899, affermò che si trattava dell'Otello
Greene ha scritto che "la figura del Bardo" è stata rimossa per essere "purificata da polvere etc.". Ha osservato inoltre che il busto e il cuscino sono stati ricavati da un unico pezzo di pietra calcarea. Lo studioso Ha aggiunto che "si è avuto cura, come quasi potrebbe essere accaduto, a non aggiungere o diminuire ciò in cui il lavoro consisteva, e sembrava essere stata la prima volta che fosse eretto. E veramente, se non cambiando la sostanza dell'architrave dall'alabastro al marmo; nulla è stato cambiato, nulla alterato, se non fornendo materiale originale, (salvando per tale scopo), tutto ciò è stato per caso rotto; facendo rivivere il vecchio colore, e rinnovando la doratura che è andata persa”. Greene aveva anche un calco in gesso della testa eseguito in quel momento.
La penna di Shakespeare è stata più volte rubata e sostituita, e la verniciatura è stata rinnovata. Nel 1793 Edmund Malone, studioso di Shakespeare, ha persuaso il vicario di dipingere il monumento, in linea con il gusto neoclassico del tempo. La vernice è stata rimossa nel 1861 e il monumento è stato ridipinto con i colori recuperati da sotto lo strato bianco.
Nel 1973 degli intrusi hanno rimosso il busto dalla sua nicchia. La polizia locale ha ritenuto che stessero cercando preziosi manoscritti di Shakespeare, che si dicevano essere nascosti all'interno del monumento. Secondo Samuel Schoenbaum, che ha esaminato la scultura dopo l'incidente, il busto ha subito solo "un danno molto lieve".

## Interpretazioni
Nel 1850, è stato sostenuto dallo scienziato Richard Owen che Johnson abbia probabilmente utilizzato una maschera mortuaria scoperta in Germania da Ludwig Becker nel 1849, nota come Kesselstadt, per creare il busto. Questa ipotesi è stata raffigurata dal pittore Henry Wallis in un dipinto raffigurante Ben Jonson mentre mostra la maschera mortuaria allo scultore. Tuttavia, le misurazioni della maschera e del busto non corrispondevano, in particolare la struttura ossea della fronte, così l'idea è stata screditata.
I critici sono stati generalmente poco convinti circa l'aspetto della scultura. Thomas Gainsborough ha scritto che "il busto di Shakespeare è una cosa sciocca, sorridente". John Dover Wilson, critico e biografo di Shakespeare, una volta osservò che l'effigie del Bardo lo fa sembrare un "compiaciuto salumiere". Nikolaus Pevsner ha invece sottolineato che la iconografia tipica rappresentata dal busto è quella di uno studioso raffigurando lo scrittore come un "compiaciuto maestro".
Schoenbaum scrive che il monumento è un tipico esempio dello stile giacobino rinascimentale; Spielmann nota invece che la "rigida semplicità" del busto era più adatta per una scultura sepolcrale in una chiesa che per una più realistica rappresentazione.

## Galleria d'immagini

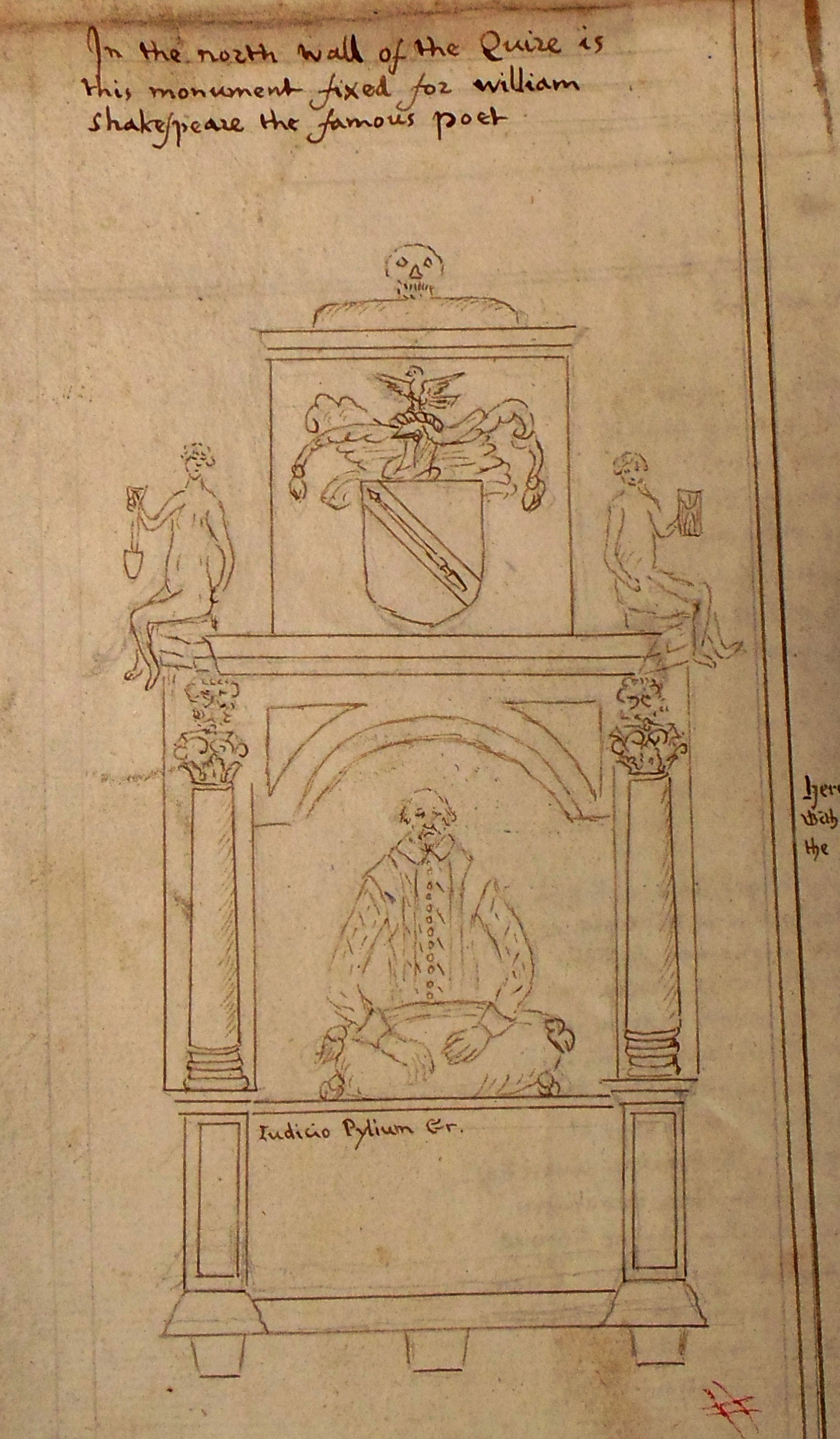
Schizzo di William Dugdale (1634) usato poi da Wenzel Hollar per la sua incisione in Antiquities of Warwickshire (1656)
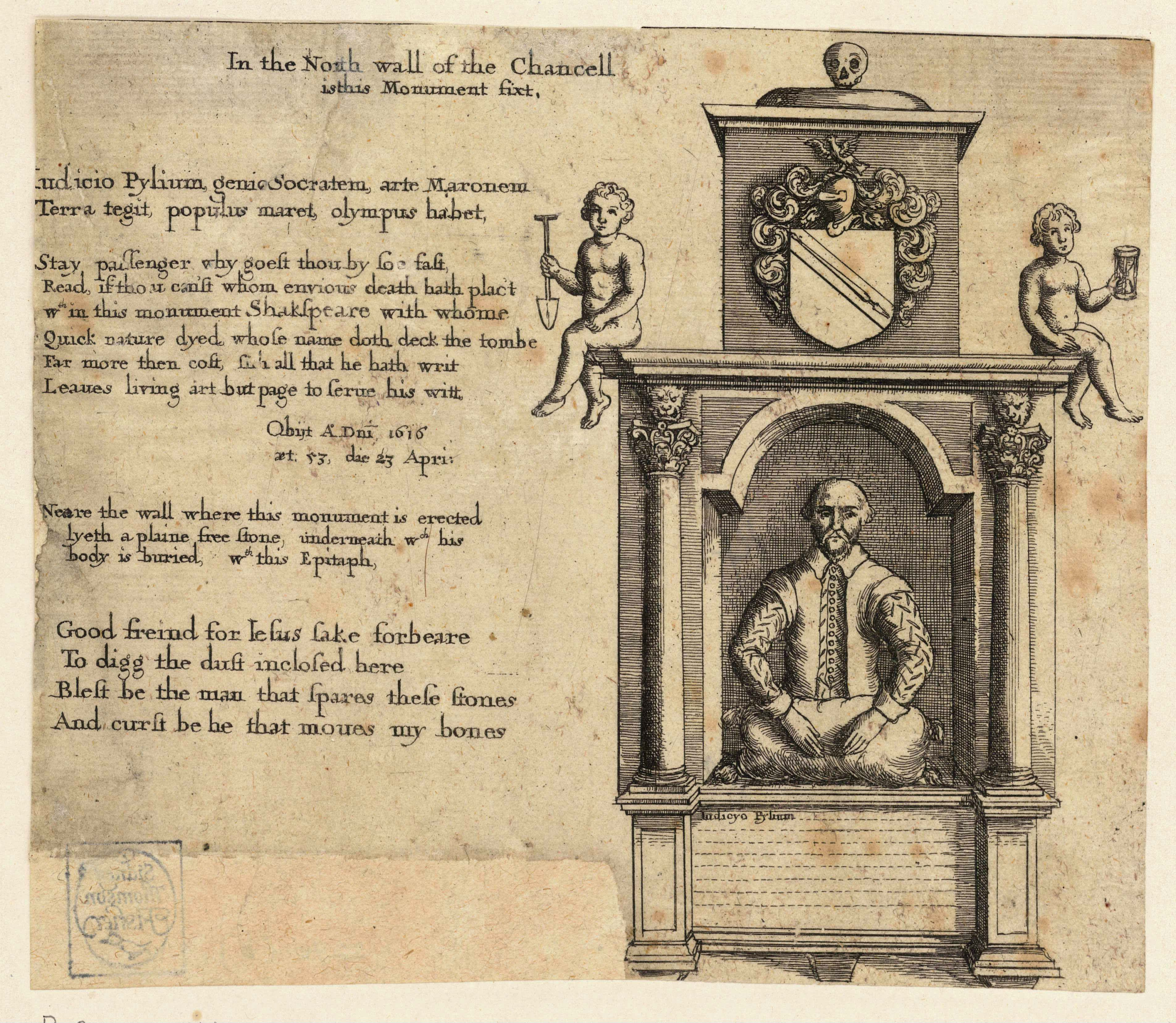
La prima illustrazione pubblicata del monumento, in Antiquities of Warwickshire, incisa da Hollar.
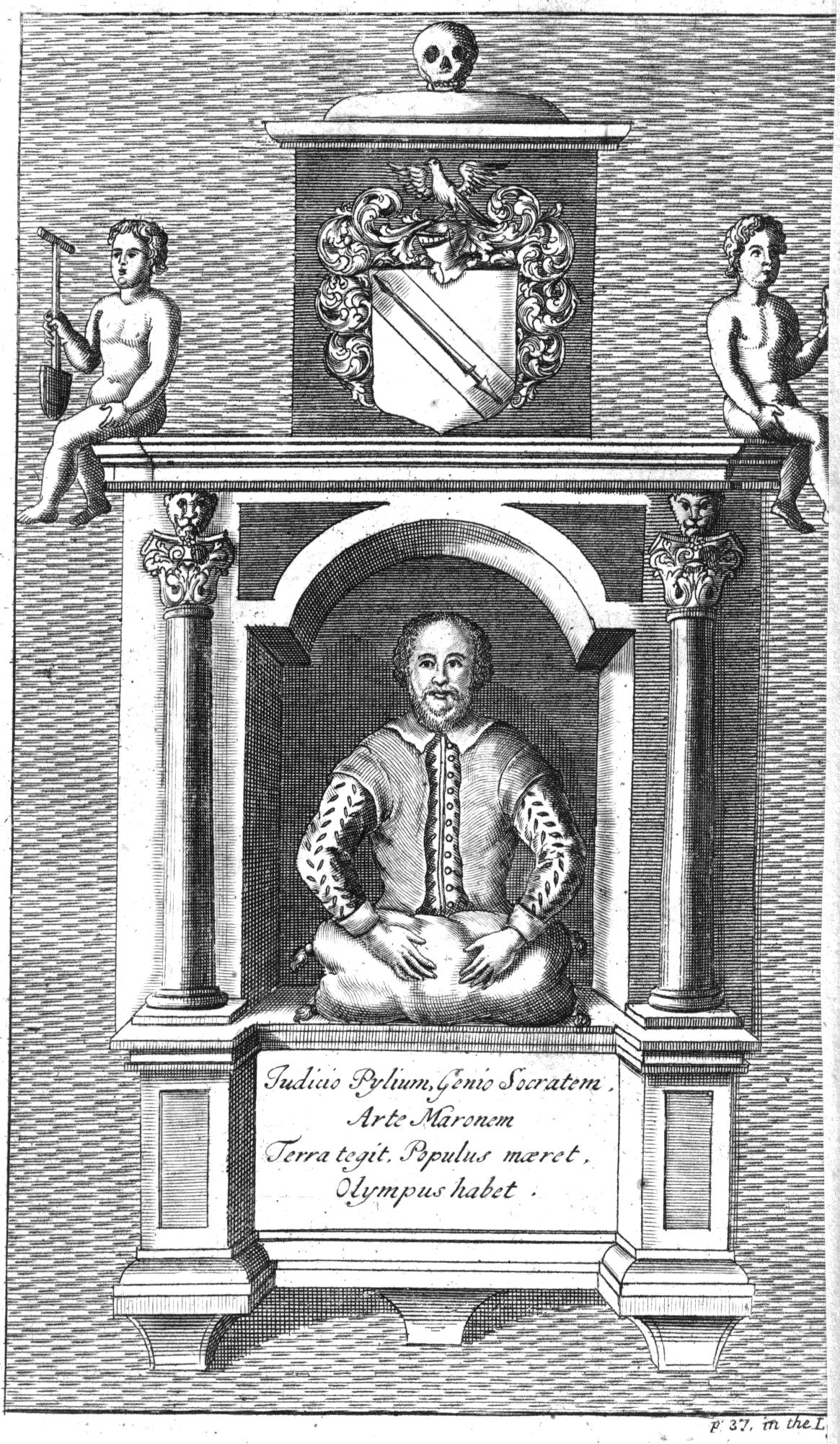
Incisione di Gerard Van der Gucht per Works of Mr. William Shakespear di Nicholas Rowe (1709). L'incisione è ripresa in gran parte da Hollar.
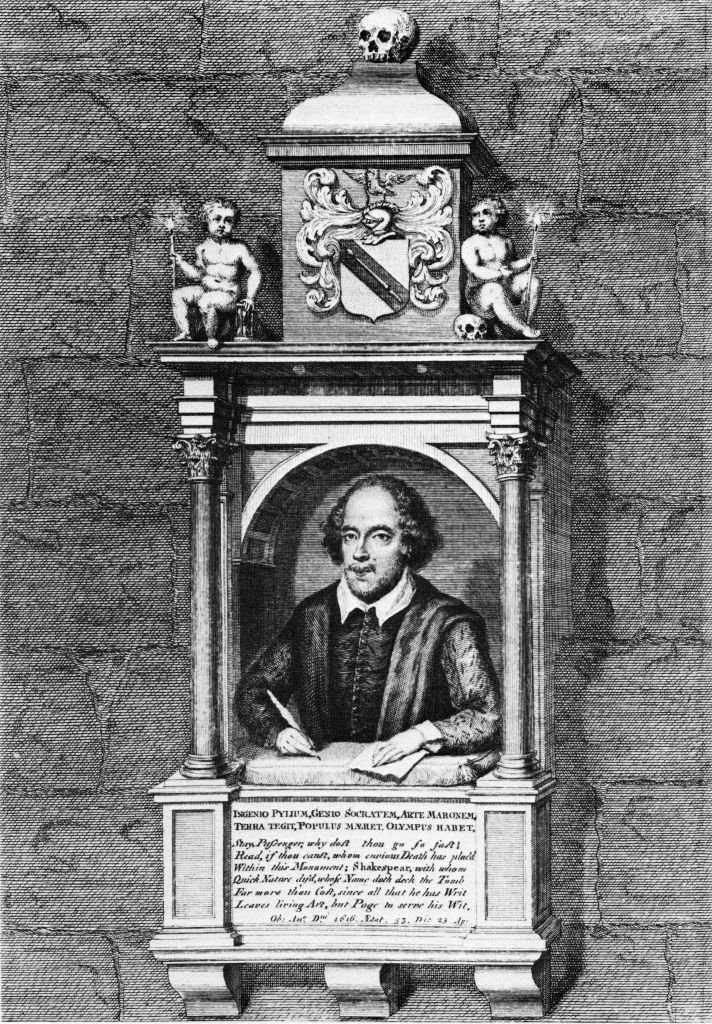
Illustrazione di George Vertue per l'edizione Pape di opere di Shakespearen (1725), derivato dal proprio disegno del monumento e dal ritratto Chandos.
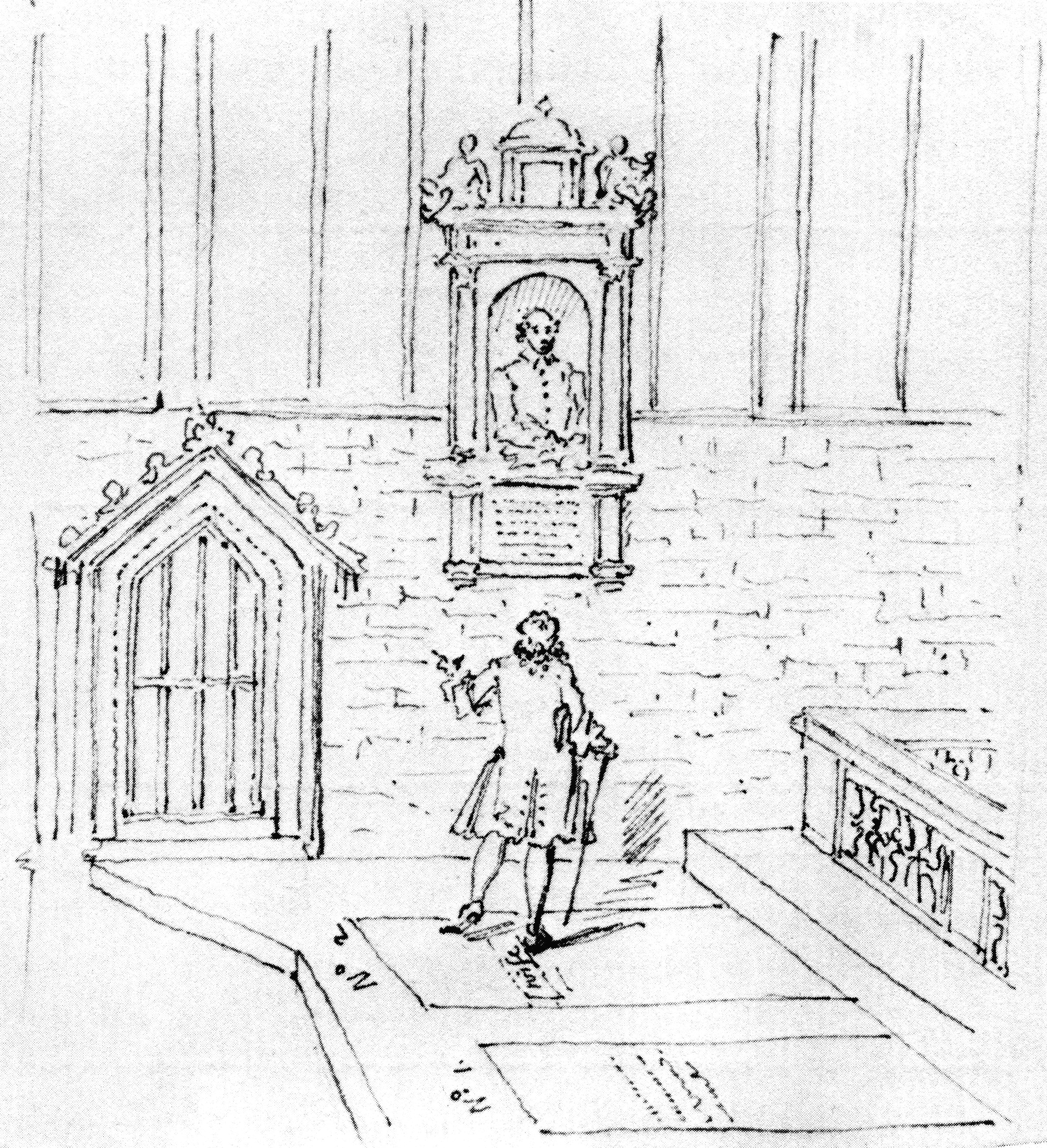
Schizzo di George Vertue del 1737.
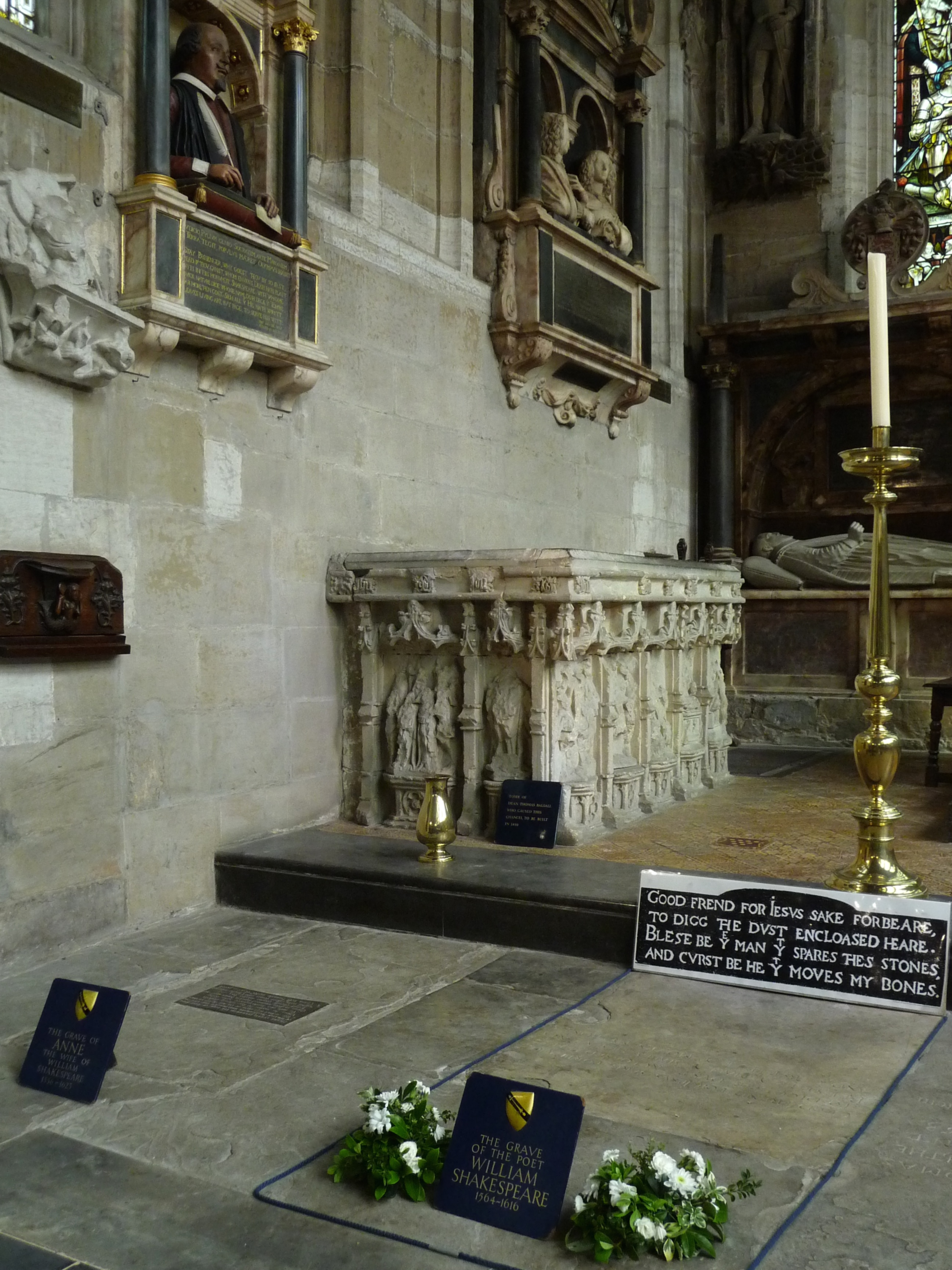
Il monumento, sopra le tombe di Shakespeare e di sua moglie.